# 斯特羅納河
斯特羅納河是意大利的河流，位於該國北部韋爾巴諾-庫西亞-奧索拉省，屬於托切河的支流，流域面積390平方公里，流經瓦爾斯特羅納、馬肖拉、夸爾納索普拉、洛雷利亞、傑爾馬尼奧、奧梅尼亞、卡薩萊科爾泰切羅和格拉韋洛納托切。
45°56′N 8°27′E / 45.933°N 8.450°E